# Grieks-orthodox patriarchaat van Alexandrië
Het Grieks-orthodox patriarchaat van Alexandrië en Geheel Afrika (Grieks: Πατριαρχεῖο Ἀλεξανδρείας καὶ πάσης Ἀφρικῆς, Patriarcheîon Alexandreías kaì pásēs Aphrikês), ook bekend als Grieks-orthodoxe Kerk van Alexandrië behoort tot de oosters-orthodoxe kerken.
De term "Grieks" verwijst hier alleen naar de Byzantijnse of Griekse oorsprong van deze oosters-orthodoxe kerk. Dit patriarchaat van Alexandrië dient aldus niet verward te worden met de Grieks-orthodoxe Kerk in het huidige Griekenland.
Via de Joden uit de Joodse gemeenschap in Alexandrië verspreidde het christendom zich zeer vroeg in Alexandrië en omgeving. Deze Joden woonden reeds sinds de periode van de Ptolemaeën in Egypte. Volgens de overlevering werd daar het christendom in het jaar 43 gepredikt door de heilige Marcus. Hij wordt als de eerste patriarch van de Kerk van Alexandrië gezien.

## Geschiedenis
Arius, een ouderling van deze Kerk, stond aan de basis van het Arianisme. De discussies en controversen die deze leer veroorzaakte, leidden tot de bijeenroeping - door Constantijn de Grote - van het Concilie van Nicaea (325). De uitspraken van dit concilie veroordeelden het Arianisme als ketterij. Het concilie stelde de geloofsbelijdenis op. Het kende de titel van Patriarchaat toe aan de kerken van Rome, Alexandrië en Antiochië.
Tijdens het concilie van Efeze (431) had patriarch Cyrillus van Alexandrië zeer grote invloed; hij drong aan op de veroordeling van Nestorius, patriarch van Constantinopel.
Verdere discussies aangaande de goddelijke en/of menselijke natuur van Christus waren oorzaak van het bijeenroepen van het concilie van Chalcedon (451). Hoofdfiguren waren hier Eutyches van Constantinopel en Dioscurus van Alexandrië. Dit concilie veroordeelde het monofysitisme en legde de twee-naturenleer vast.
Een groot deel van de kerk van Alexandrië schaarde zich daarop achter zijn patriarch Dioscurus, was niet akkoord met de leer van Chalcedon en scheidde zich af van de orthodoxe Kerk. Deze scheuring ligt aan de basis van de vorming van de Koptisch-orthodoxe Kerk. De orthodoxe Kerk van Alexandrië (het patriarchaat) verloor zo vele gelovigen. Vooral een Griekse minderheid bleef trouw.
Na de Arabische verovering van Egypte (642) nam de invloed van de Kerk sterk af.
In 1054, bij het Groot Schisma, volgde de kerk van Alexandrië het patriarchaat van Constantinopel en brak met Rome.
Na de Ottomaanse invasie van Egypte in 1517 werd de patriarch van Alexandrië onder de jurisdictie van de patriarch van Constantinopel geplaatst. Deze situatie bleef zo tot het einde van de Eerste Wereldoorlog.
In de negentiende eeuw zorgde een toenemende migratie van Grieken in Egypte voor een stijging van het aantal gelovigen die zich aansloten bij de Kerk van Alexandrië.
Sinds 1950 is die Griekse gemeenschap afgenomen; dit heeft de invloed van het Alexandrijnse patriarchaat verminderd. Actief missiewerk gebeurde in bepaalde delen van Afrika.

## Huidige situatie
- Patriarch: Theodorus II, paus en patriarch van Alexandrië en van geheel Afrika.
- Zetel in Alexandrië, Egypte
- Aantal gelovigen: 350.000, hoofdzakelijk in Egypte, Ethiopië, Kenia, Soedan,Tanzania en Oeganda.